# Eulalie
Pour les articles homonymes, voir Sainte Eulalie et Sainte-Eulalie.
Eulalie est un prénom féminin français. 
Il est fêté le 10 décembre.

## Étymologie
Eulalie vient du grec ancien eulalos, à travers le nom de femme latin Eulalia . Il est formé de l'adverbe εὖ / eû (« bien », « bon ») et du verbe λαλεῖν / laleîn (« parler »). Ce prénom signifie donc « qui parle agréablement ».

## Variantes
Il a pour variantes et diminutifs Eulalia, Eulaly, Laia, Lalla, Lallia, Lallie, Lalie, Lally, Laly et Lalya.

## Occurrence
En 2022, environ 3527 Françaises portent ce prénom, et son année record d'attribution est 2007, avec 138 naissances. 31 Eulalie naissent en 2022.

## Personnes portant ce prénom
- Eulalie de Bourbon, duchesse de Galliera.
- Eulalie Durocher, éducatrice catholique canadienne-française.
- Eulalie Meignan, dite Laly Meignan, actrice française.
- Pour voir tous les articles concernant les personnes portant ce prénom, consulter les pages commençant par Eulalie.

## Fête et saint patron
- Plusieurs saints portent le nom d'Eulalie : voir sainte Eulalie .
- On fête principalement sainte Eulalie le 10 décembre, avec sainte Eulalia de Merida[3].

## Personnages de fiction
- La fée Eulalie, présente dans l'émission télévisée Les Douze Coups de midi.

- Eulalie Dilleux, personnage de la série La Passe-Miroir écrite par Christelle Dabos.

- Eulalie "Lally" Hicks, professeur à l'école de magie Ilverny et membre de la première armée de Dumbledore, personnage du film Les Animaux fantastiques : Les Secrets de Dumbledore en 2022.

- Eulalie Ballandra, mère adoptive de Pascal dans L'évangile du nouveau monde de Maryse Condé.
- Eulalie, personnage de la série A la recherche du temps perdu écrite par Marcel Proust.

## Astronomie
- (495) Eulalie, astéroïde

## Autres
- Eulalie, un des noms vernaculaires de Miscanthus sinensis.